# غاري جاردين
غاري جاردين (بالإنجليزية: Gary Jardine)‏ هو لاعب كرة قدم ومدرب كرة قدم بريطاني، ولد في 1978 في إسكتلندا في المملكة المتحدة. لعب مع Civil Service Strollers F.C. ‏.

## وصلات خارجية
- غاري جاردين على موقع قاعدة بيانات كرة القدم.إي يو (الإنجليزية)
- غاري جاردين على موقع Soccerway.com (الإنجليزية)